# ژوآو کانسلو
ژوآئو پدرو کاواکو کانسلو (زادهٔ ۲۷ مهٔ ۱۹۹۴) معروف به ژائو کانسلو بازیکن فوتبال اهل پرتغال است که در پست مدافع کناری برای باشگاه فوتبال الهلال عربستان بازی می‌کند. او یک مدافع کناری با قدرت تهاجمی و دریبلینگ بالاست که به راحتی می تواند بازیکنان مقابل را از پیش روی خود بردارد. همچنین او توانایی بازی در پست های دفاع چپ و وینگر را نیز دارد. یکی از مهارت های او، استفاده از بیرون پا برای کات دادن به توپ است.

## افتخارات

### افتخارات باشگاهی

#### بنفیکا
- لیگ برتر فوتبال پرتغال: ۱۴–۲۰۱۳

یوونتوس
- سری آ(۱): ۱۹–۲۰۱۸[۲][۳]
- سوپر جام فوتبال ایتالیا(۱): ۲۰۱۸[۴]

منچستر سیتی
- لیگ برتر فوتبال انگلستان(۳): ۲۱–۲۰۲۰ , ۲۲–۲۰۲۱ , ۲۳–۲۰۲۲
- جام حذفی فوتبال انگلستان(۱): ۲۳–۲۰۲۲
- جام اتحادیه باشگاه‌های انگلستان(۲): ۲۰–۲۰۱۹؛ ۲۱–۲۰۲۰[۵]
- لیگ قهرمانان اروپا : ۲۲–۲۰۲۱ نایب قهرمان

#### بایرن مونیخ
- بوندس‌لیگا : ۲۳–۲۰۲۲

### افتخارات ملی

#### تیم ملی پرتغال زیر 21 سال
- جام ملت‌های اروپا زیر ۲۱ سال : ۲۰۱۹

'تیم ملی فوتبال پرتغال
- لیگ ملت‌های اروپا: ۱۹–۲۰۱۸[۶]

### افتخارات فردی
- جزو تیم منتخب سری آ : ۱۸–۲۰۱۷ , ۱۹–۲۰۱۸
- جزو تیم سال پی‌اف‌ای : ۲۱-۲۰۲۰, ۲۲–۲۰۲۱

## آمار ملی

### بازی‌های ملی
تا تاریخ ۱۹ نوامبر ۲۰۲۳
| پرتغال | پرتغال | پرتغال | پرتغال |
| سال    | بازی   | گل     | پاس گل |
| ------ | ------ | ------ | ------ |
| ۲۰۱۶   | ۴      | ۳      | ۱      |
| ۲۰۱۷   | ۲      | ۰      | ۰      |
| ۲۰۱۸   | ۶      | ۰      | ۰      |
| ۲۰۱۹   | ۴      | ۰      | ۰      |
| ۲۰۲۰   | ۷      | ۱      | ۱      |
| ۲۰۲۱   | ۸      | ۱      | ۳      |
| ۲۰۲۲   | ۱۰     | ۲      | ۱      |
| ۲۰۲۳   | ۹      | ۳      | ۰      |
| مجموع  | ۵۰     | ۱۰     | ۶      |

### گل‌های ملی
| شماره | تاریخ          | میزبان     | بازی ملی | حریف        | نتیجه | رقابت                         |
| ----- | -------------- | ---------- | -------- | ----------- | ----- | ----------------------------- |
| ۱     | ۱ سپتامبر ۲۰۱۶ | پورتو      | ۱        | جبل طارق    | ۵–۰   | دوستانه                       |
| ۲     | ۷ اکتبر ۲۰۱۶   | آویرو      | ۲        | آندورا      | ۶–۰   | مقدماتی جام جهانی ۲۰۱۸        |
| ۳     | ۱۰ اکتبر ۲۰۱۶  | جزایر فارو | ۳        | جزایر فارو  | ۶–۰   | مقدماتی جام جهانی ۲۰۱۸        |
| ۴     | ۵ سپتامبر ۲۰۲۰ | پورتو      | ۱۶       | کرواسی      | ۴–۱   | لیگ ملت‌های اروپا ۲۱–۲۰۲۰      |
| ۵     | ۹ ژوئن ۲۰۲۱    | لیسبون     | ۲۶       | اسرائیل     | ۴–۰   | دوستانه                       |
| ۶     | ۵ ژوئن ۲۰۲۲    | لیسبون     | ۳۳       | سوئیس       | ۴–۰   | لیگ ملت‌های اروپا ۲۳–۲۰۲۲      |
| ۷     | ۹ ژوئن ۲۰۲۲    | لیسبون     | ۳۴       | چک          | ۲–۰   | لیگ ملت‌های اروپا ۲۳–۲۰۲۲      |
| ۸     | ۲۳ مارس ۲۰۲۳   | لیسبون     | ۴۱       | لیختن‌اشتاین | ۴–۰   | مقدماتی جام ملت‌های اروپا ۲۰۲۴ |
| ۹     | ۱۶ اکتبر ۲۰۲۳  | زنیتسا     | ۴۸       | بوسنی       | ۵–۰   | مقدماتی جام ملت‌های اروپا ۲۰۲۴ |
| ۱۰    | ۱۶ نوامبر ۲۰۲۳ | فادوتس     | ۴۹       | لیختن‌اشتاین | ۲–۰   | مقدماتی جام ملت‌های اروپا ۲۰۲۴ |